# ぴょな
ぴょな（PyunA.、2000年9月19日 - ）は、日本のモデル、インフルエンサー。元小悪魔ageha専属モデル。Felice所属。本名：大賀 紗弥（おおが さや）。
InstagramなどのSNSを中心に「韓国系ギャル」として認知され、同年代の女性から人気がある。

## 来歴
2021年3月に関西コレクションに初出演。同年6月20日に同じVENESIS所属のたぐと一緒にYouTubeチャンネル「たぐぴょな」を開設。
2022年4月1日から雑誌『小悪魔ageha』の専属モデルになったことを発表。
2023年8月25日、初の写真集『ぴょなってみる？』がKADOKAWAから発売。
2024年8月6日、小悪魔agehaを卒業。
2024年8月23日、ぴょなプロデュースカラコンCHALOR発売

## 出演
- OKINAWA COLLECTION(沖縄コレクション) 2023（2023年9月24日、波の上うみそら公園）[4]
- ミュゼプラチナム Presents SAPPORO COLLECTION 2023 AUTUMN／WINTER（2023年11月4日、北海きたえーる）[5]

## 書籍

### 雑誌
- 小悪魔ageha（2022年4月 - 2024年8月） - 専属モデル

### 写真集
- ぴょなってみる？（2023年8月25日、KADOKAWA、撮影：橋本憲和）ISBN 978-4048976305[6]

### デジタル写真集
- ぴょなりたい！（2023年11月20日、集英社［週プレ PHOTO BOOK］、撮影：佐藤佑一）[7]
- ぴょな推し！ vol.1･2･3DX版（2025年2月7日、講談社［FRIDAYデジタル写真集］、撮影：カノウリョウマ）[8][9][10]